# Ben ter Veer

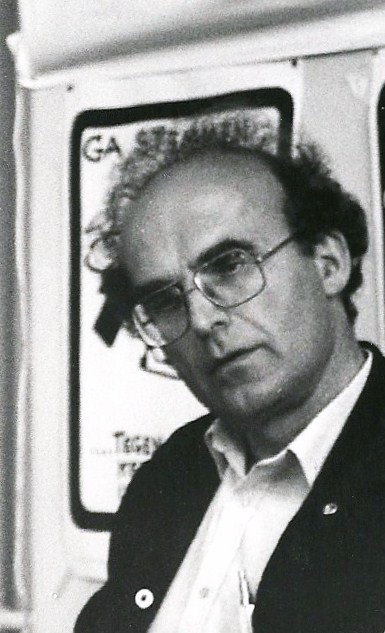
Ben ter Veer, voorzitter IKV omstreeks 1984

Bernardus Josephus Thomas (Ben) ter Veer (Breda, 20 december 1935 – Onderdendam, 10 oktober 2004) was een Nederlandse psycholoog, polemoloog en vredesactivist.

## Psycholoog, polemoloog en vredespedagoog
Van 1977 tot 1985 was hij voorzitter van het Interkerkelijk Vredesberaad (IKV) waar hij Chiel von Meijenfeldt was opgevolgd. Hij was eerder, vanaf 1966, bestuurslid van de rooms-katholieke vredesbeweging Pax Christi. In het IKV vertegenwoordigde hij de katholieke kerkprovincie Nederland. Als medewerker van het Polemologisch Instituut van de Rijksuniversiteit van Groningen stond hij aan het hoofd van de Werkgroep Vredesonderwijs (WVO), die in samenwerking met leerkrachten geschiedenis en aardrijkskunde geïntegreerde leerpakketten voor het voortgezet onderwijs ontwikkelde. Zijn belangrijkste bijdrage aan de polemologie ligt in de wijze waarop hij sociaal-psychologische en politicologische kennis daadwerkelijk toepaste in een politieke vredesbeweging van de kerken.

## "Voorloper en voorbeeld als het om burgerschapsvorming gaat"
De hoogleraar sociale geografie in Utrecht Rob van der Vaart keek na het overlijden van Ter Veer als volgt terug op diens onderwijsproject:
"Voorbeeld en voorloper." "Ben ter Veer en zijn collega’s hebben mijn denken over maatschappijonderwijs sterk beïnvloed. Ik raakte er mede door hen van overtuigd dat authenticiteit van groot belang is. Informatie voor jongeren moet weliswaar op maat zijn, maar ook diepgang hebben en getuigen van engagement. Oppervlakkige en afstandelijke informatie raakt jongeren niet. Bij meningsvorming zijn argumenten van belang. Informatie die op school gebruikt wordt voor meningsvorming moet dus gedegen en goed afgewogen zijn. En je kunt jongeren beter indringend met een of enkele thema’s confronteren dan oppervlakkig met een heleboel. De onderwijsleerpakketten van de WVO zijn in scholen nooit op grote schaal gebruikt. Het waren geen gemakkelijk inpasbare, hapklare brokken. Ze pasten niet in het standaardprogramma. Nu, meer dan 25 jaar later, mogen scholen hun programma’s zelfstandiger inrichten. In scholen wordt burgerschapsvorming steeds belangrijker: jongeren helpen opvoeden tot kritisch-democratische burgers, die hun positie in de wereld leren bepalen. Jammer dat de WVO-projecten van Ben ter Veer en de zijnen niet in het huidige tijdsgewricht op de markt komen. Ter Veer was een voorloper en is nog steeds een voorbeeld als het gaat om burgerschap en burgerschapsvorming."

## Jeugd en studententijd: engagement met Oost-Europeanen
Ter Veer gaf er in interviews vaak blijk van, dat zijn bevrijding in 1944 door de Polen in Breda en vooral de ervaring van het neerslaan van de Hongaarse Opstand in 1956, zijn inzet voor de vredesbeweging mede hadden bepaald. Hij traceerde zijn eerste verbinding met de vredesbeweging in de jaren vijftig, toen hij in aanraking kwam met de oecumenische Pleingroep van pater Simon Jelsma, die wilde uitbreken uit de verstarring van RK zuil en die op straat ging preken tegen de kernwapens en de apartheidspolitiek. In 1959 organiseerde Ter Veer, nadat hij praeses was geweest van de r.-k. studentenvereniging Veritas, een conferentie over de risico's van de atoombewapening, die toen door veel dagbladen uitvoerig werd verslagen.
"Als het om emotie gaat..." "Ik heb de oorlog weliswaar als klein jochie meegemaakt. Maar de bevrijding herinner ik mij zeer goed. Dat was in Teteringen bij Breda. Ik ben bevrijd door de Polen. Ik ging samen met mijn zus op chocola uit, kropen achter op de tanks. We stonden met vlaggetjes langs de weg en leerden het Poolse volkslied (Mazurek Dąbrowskiego, red.), zo klein als we waren. Toen ik een paar jaar geleden in Polen was heb ik dat op een bank met een man waarmee ik aan de praat kwam gezongen. Ik kende de wijs nog en de woorden gedeeltelijk. Dan is er de Hongaarse Opstand. Dat was in mijn studententijd. Voor mij was dat een politiek ervaringstrauma van de eerste orde. En in Berlijn 1953 (volksopstand in de DDR, red.), én in Hongarije 1956 én in 1968 Tsjecho-Slowakije heb ik het altijd zo ervaren dat wij hen het ideologische en politieke gevecht lieten uitvechten en zelf na 1945 steeds keuzes maakten waar we zelf het beste uitkwamen. Wat bespeuren wij van het conflict van de eeuw, zoals Reagan dat noemt, in onze samenleving? Toch niet meer dan 'driekommazoveel' voor bewapening? Als het om emotie gaat... ik kwam langs díe ervaringen, de onmogelijkheid waarvoor we staan met de nucleaire bewapeningssituatie in Europa om iets voor de Oosteuropeanen te doen, de vredesbeweging binnen." (Ben ter Veer in een interview in het Kernblad bij zijn vertrek als IKV-voorzitter in 1984)
Het kon Ter Veer erg storen als de polemoloog Godfried van Benthem van den Bergh en de Oost-Europadeskundige Martin van den Heuvel hem naïviteit verweten en de oud-communist Paul Scheffer naderhand het IKV voorhield zich onvoldoende en te laat met de zaak van de Oost-Europese dissidenten te hebben geëngageerd. Hij begreep het evenwel toen hij in Polen eens op zijn IKV-button werd gespuugd omdat veel mensen daar gewoon waren westerse vredesactivisten als handlangers van het communisme te zien. Anders ging het toe in de DDR, waar hem door de dissidentenbeweging Schwerter zu Pflugscharen een oorkonde werd uitgereikt, met een toespeling op bescherming van monumenten en kunstschatten in oorlogstijd: "Meneer Ter Veer, u bent voor ons zo´n monument!".

## Brein achter de IKV-campagne
Ben ter Veer was afkomstig uit Pax Christi. Hij was de auteur van een invloedrijke Pax Christi publicatie, een rede die hij hield op het internationale Pax Christi-congres in Bergamo in oktober 1966. "Hoe schept men een vredesklimaat?" is door sommigen ook wel "de Bergrede van Ter Veer" genoemd. Hij pleitte daarin voor concrete doelen, een verdere democratisering van het buitenlands beleid en educatie en vorming van de achterban. In rudimentaire vorm zijn hier de beginselen van de latere IKV-campagne al herkenbaar. Ter Veer heeft als IKV-voorzitter mede aan de wieg gestaan van de massale vredesdemonstraties die in 1981 en 1983 werden gehouden. Hij bedacht de Vredesweek en was in 1977 het belangrijkste brein achter de campagne 'Help de kernwapens de wereld uit, om te beginnen uit Nederland' die op zijn hoogtepunt ca. 4000 activisten in 400 lokale groepen bundelde. Mient Jan Faber was 'het gezicht' en de politieke tacticus van de beweging, Ben ter Veer was meer de strateeg. Hij bedacht ook de leus, die hij echter hardnekkig "ons voorstel" bleef noemen.
Ben ter Veer is zijn leven lang in beweging geweest "voor een vredesklimaat". Hij was het sociaal-educatieve brein achter de ‘nieuwe vredesbeweging’, die eind jaren zeventig en begin jaren tachtig, eerst in Nederland en daarna in vele Europese landen uitgroeide tot een massabeweging. Deze beweging noemde zich zo, omdat ze zich toen nadrukkelijker wenste te onderscheiden van het radicale antimilitarisme en van communistisch georiënteerde stromingen. In Nederland was de beweging verankerd in de kerken. De sociaal-psycholoog Ter Veer zag de nieuwe vredesbeweging vooral als een beweging, die mensen instrumenten moest bieden, om hen te helpen hun machteloosheid ten aanzien van de bewapeningswedloop en internationale politiek als zodanig af te leggen. Hij ontwikkelde daarvoor in 1966 voor het eerst een blauwdruk, toen hij voor de internationale Pax Christi beweging in Bergamo een klassiek geworden verhandeling hield over educatie en vrede: "De belangrijkste taak van Pax Christi is een educatieve: de groei bevorderen van een vredesklimaat. Dat is een werk, dat zich over tientallen jaren uitstrekt en waarbij gerekend moet worden met en gehoopt moet worden op trage doch gestadige voortgang". 
Ter Veer was de voorloper in het proces dat ertoe leidde dat Pax Christi en IKV zich in toenemende mate solidariseerden met oppositiebewegingen in Oost-Europa. "De Oost-Europeanen mogen de prijs betalen voor onze welvaart en vrijheid", placht hij te zeggen tegen tegenstrevers die vooral het belang zagen van stabiliteit in het conflict tussen Oost en West. Hij was een democraat en anticommunist.  

## Ter Veers terugblik
In een in 1990 verschenen brochure, Het geluk van de vredesbeweging, doet Ter Veer een eerste aanzet tot evaluatie van de strijd tegen de kernbewapening. Het is een jaar na de grote omwenteling. Hij stelt zich dan de vraag waarom hij het zo belangrijk vindt om na te gaan of het waar is dat de ontwikkelingen van 1989 niet zijn voorzien en zeer vaak voor onmogelijk waren verklaard. Ter Veer die zelf wel naar die grote omslag verlangd heeft, zegt hem echter ook niet te hebben voorspeld. Maar hij had zich er wel voor ingezet en hij bespeurde bij zichzelf daarom "een zekere irritatie over het gebrek aan inzicht dat mensen hebben getoond die zich professioneel met de Oost-Westproblemen bezighouden: journalisten, politici, wetenschappers, vredesbewegers". Hij wilde weten waar het gebrek aan inzicht wat mogelijk bleek en die zekerheid over wat onmogelijk was, vandaan kwam. "Achteraf kunnen we het allemaal weer prima verklaren. Achteraf ja. Maar in 1982, in 1983...tot en met 1989?" Het is voor hem het moment voor een afrekening met de hardnekkige bestrijder van de centrale ideeën van het IKV, Godfried van Benthem van den Bergh, medewerker van het Institute of Social Studies in Den Haag. In november 1982, toen het IKV het roer omgooide en nadien krachtig ging pleiten voor "Ontspanning van onderop", had hij het IKV voorgehouden: "De gebeurtenissen in Polen hebben opnieuw bevestigd dat iedere hoop, dat de Sovjet-Unie ooit haar machtsbereik in Europa zal opgeven, vergeefs is". Van Benthem van den Bergh, een overtuigd westers aanhanger van het afschrikkingsevenwicht, was van mening dat daarom "de centrale monopolies van de communistische staten (...) net zomin mogen worden aangetast als in de Sovjet-Unie zelf." Hij hield dat vol tot in zijn inaugurele rede als hoogleraar aan de Erasmusuniversiteit in Rotterdam in juni 1989. Die opvatting, heeft Ter Veer altijd principieel bestreden. Hij vond het lui en ideologisch bevangen, dat de theoretici van de afschrikking alleen werkten met schema's over de werkelijkheid en niet met de werkelijkheid zelf.
Na de val van de Muur bleef Ter Veer zich gedreven inzetten: als bouwer van de vele stedenbanden met het oosten van Europa. Zo gaf hij mede leiding aan een werkgroep die de stedenband van de steden Groningen en Moermansk vorm gaf, ontstaan uit het Groninger Vredesplatform.  Het organiseerde een eerste bezoek aan Moermansk en schreef een document dat leidde tot deze Stedenband.  Ter Veer was geen absolute pacifist. "Jeder Konsekwenz  führt zum Teufel", was een levensmotto van hem. Zo had hij in 1991 geen bezwaar tegen het militaire optreden tegen Irak. Hij vergeleek dat met het optreden van de geallieerden in de Tweede Wereldoorlog. Hij overleed in oktober 2004 na een langdurige ziekte.  